# Рувен Фојерштајн
Рувен Фојерштајн (хебр. ראובן פוירשטיין; Ботошани, 21. август 1921 - Јерусалим, 29. април 2014) је био клинички, развојни и когнитивни психолог, познат по својој теорији интелигенције која каже „да она није 'фиксна', већ се може модификовати”. Фојерштајн је познат по свом раду у развоју теорија и примењених система структуралне когнитивне модификације, посредованог искуства учења, когнитивне мапе, недостајућих когнитивних функција, уређаја за процену склоности учењу, програма за инструментално обогаћивање, и обликовање окружења за модификовање. Ове испреплетене праксе пружају наставницима вештине и алате за систематски развој когнитивних функција и операција ученика за изградњу мета-когниције.
Фојерштајн је био оснивач и директор Међународног центра за унапређење потенцијала учења (ICELP) у Јерусалиму, Израел. Више од 50 година, Фојерштајнове теорије и примењени системи су имплементирани како у клиничким, тако и у учионицама широм света, са више од 80 земаља које примењују његов рад. Фојерштајнова теорија о флексибилности интелигенције довела је до више од 2.000 научних истраживања и безброј студија случаја са различитим популацијама које уче (погледајте библиографију и публикацију о Фојрештајновом раду).